# كنيسة القديس جورج الأرثوذكسية بتونس
كنيسة القديس جورج الأرثوذكسية بتونس  (بالفرنسية: Église orthodoxe Saint-Georges de Tunis) هي كنيسة أرثوذكسية تقع في وسط تونس العاصمة في تونس.

تقع في قلب العاصمة، في شرع روما، وراء شارع الحبيب بورقيبة. تم إنشاء الكنيسة من قبل الجالية اليونانية في تونس، وذلك فوق أرض قديمة كانت مقبرة مسيحية.

تم افتتاح الكنيسة في 7 يناير 1901، وشكلها الخارجي جميل المنظر بقبابه الإثنين.

## صور

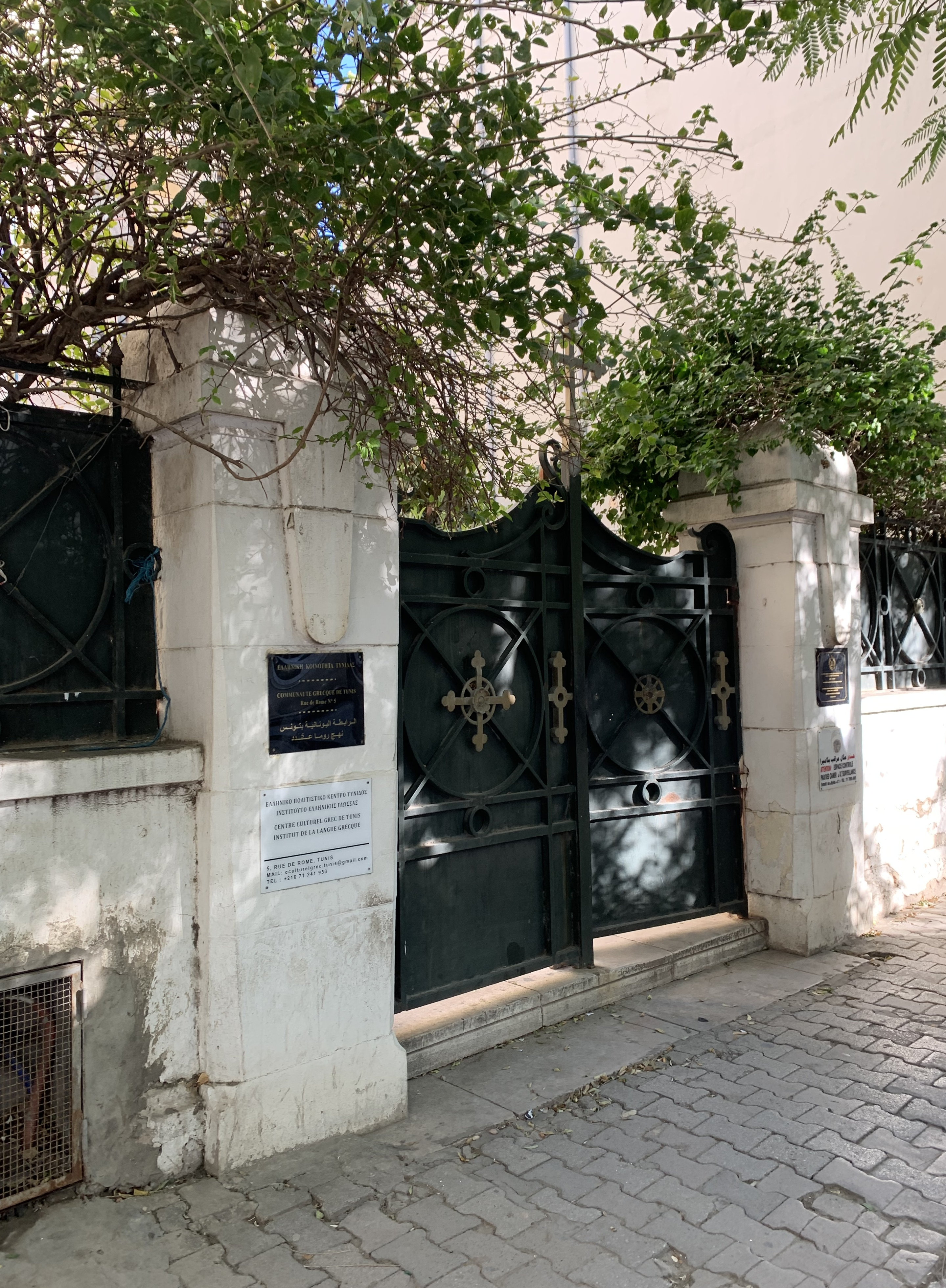
المدخل الرئيسي للكنيسة
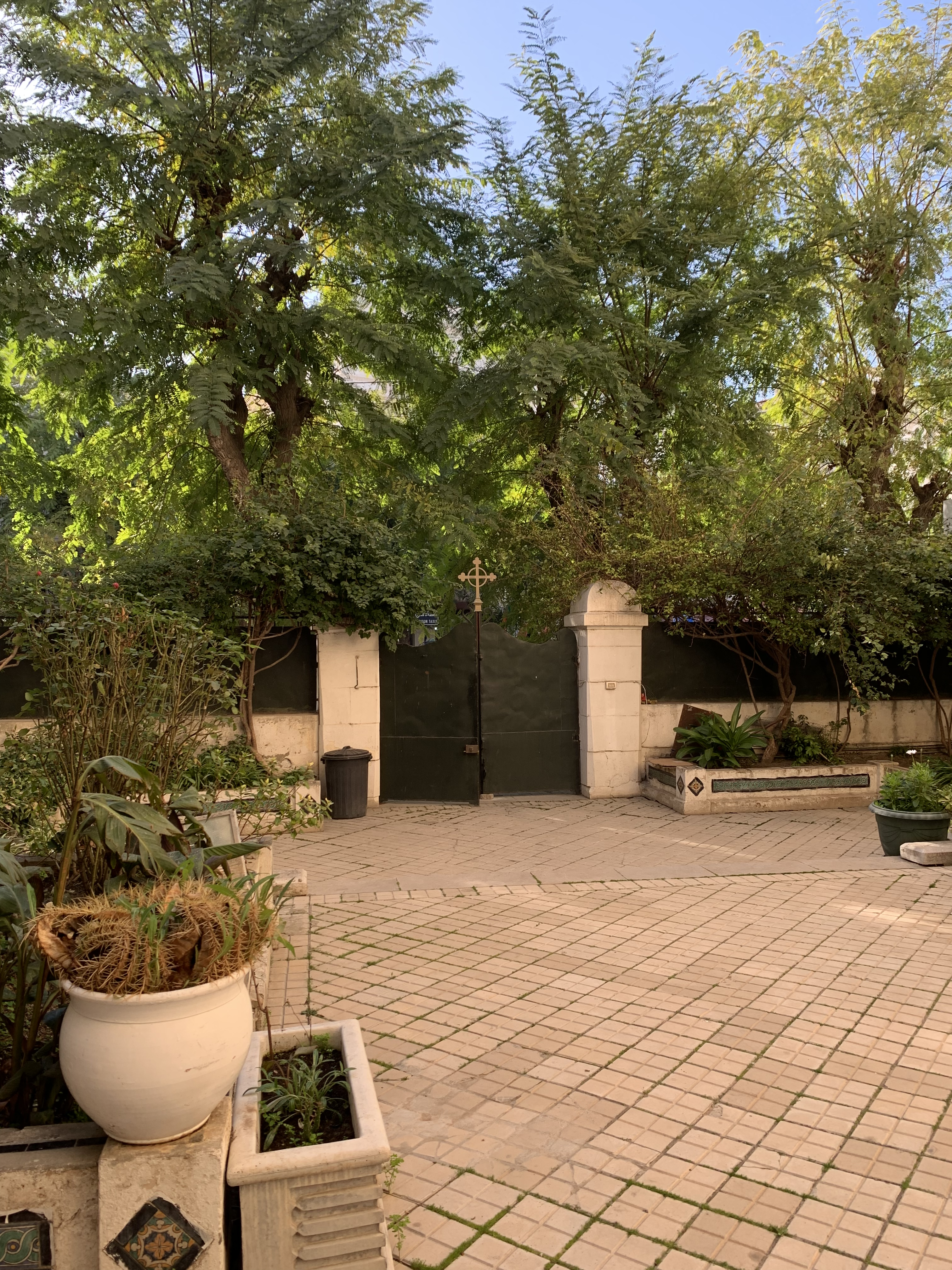
حديقة الكنيسة
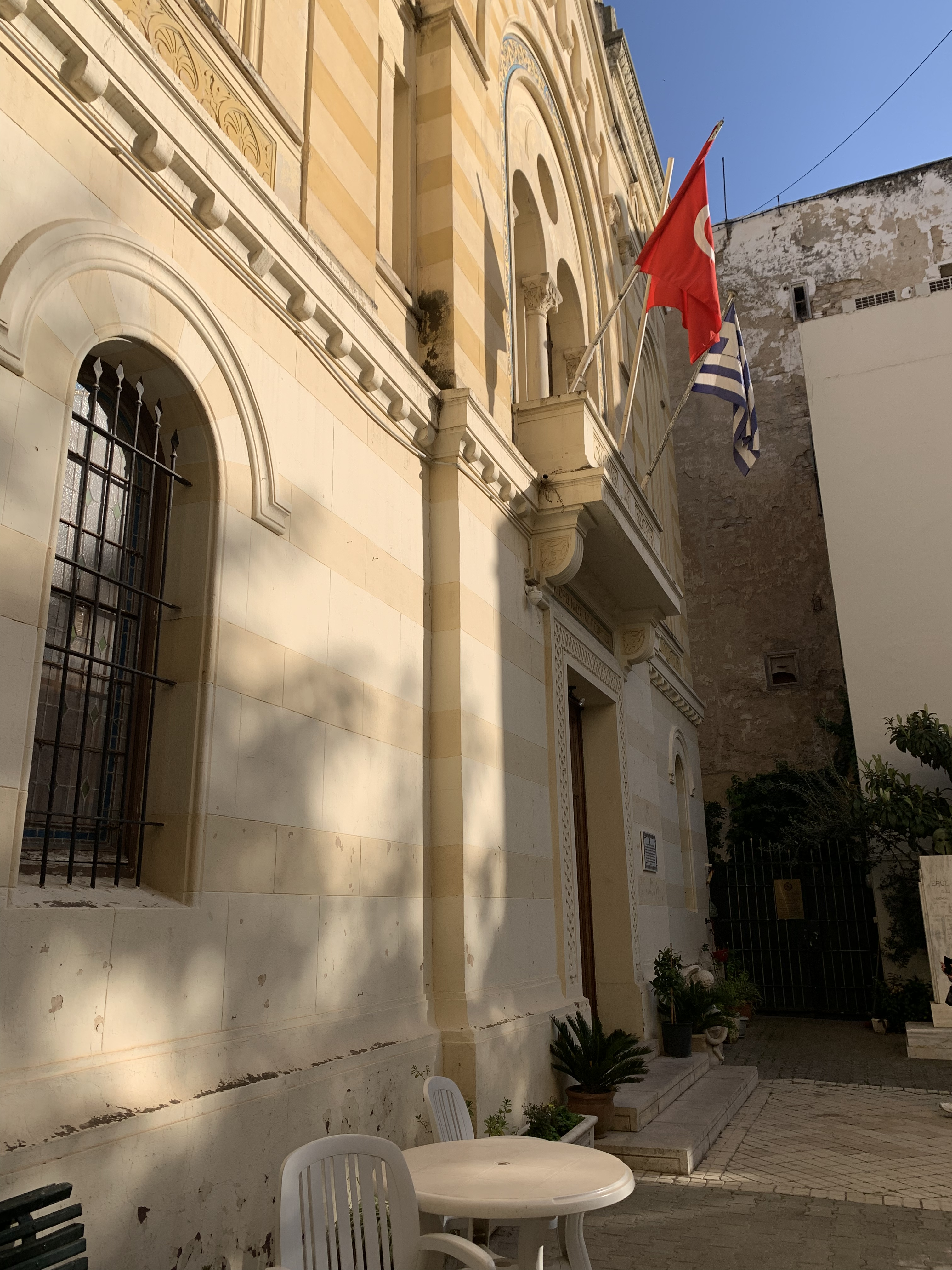
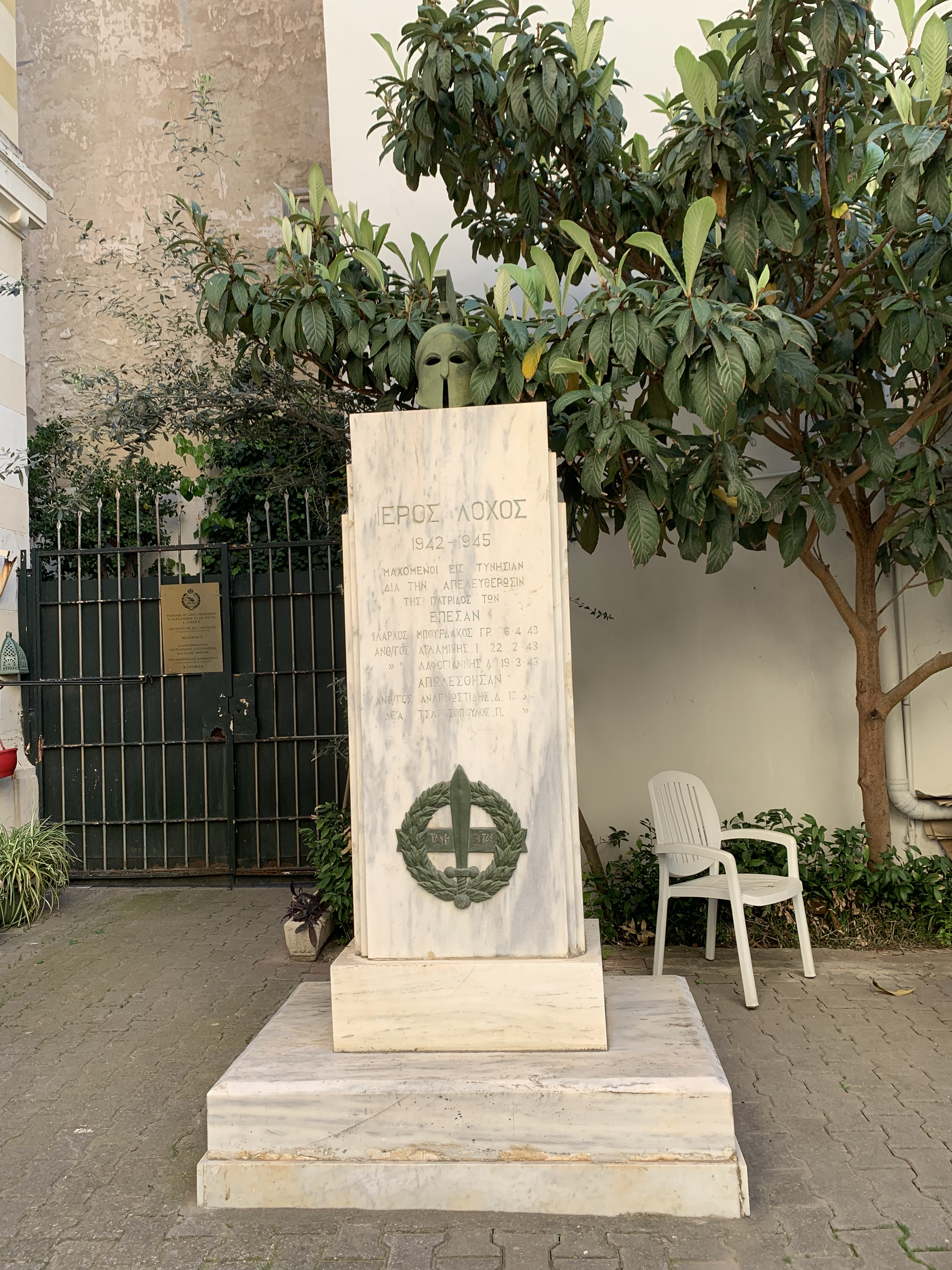
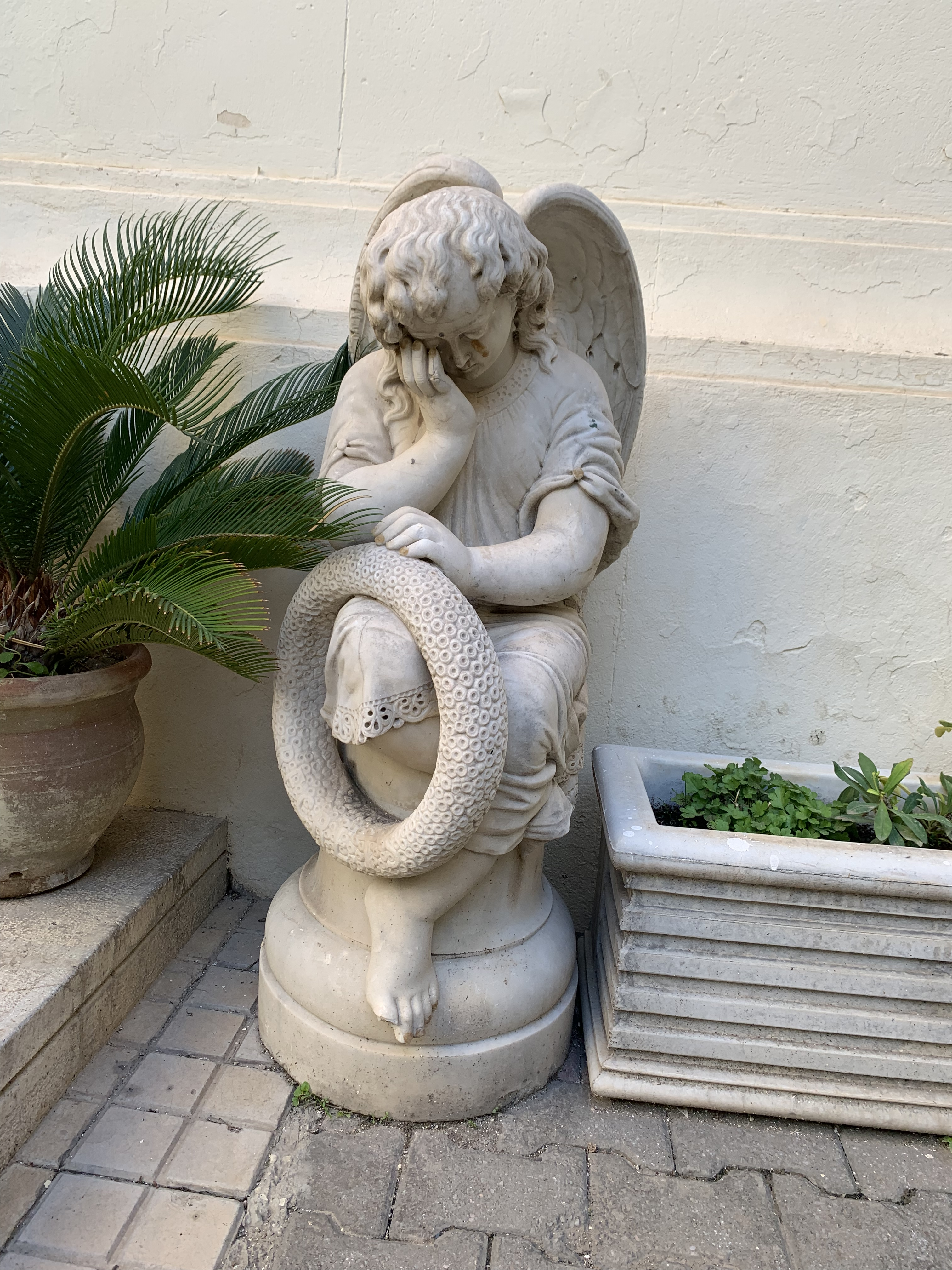